# Charles Russell
Charles "Boxer" Joseph Russell (Sydney, Nova Gal·les del Sud, 5 de desembre de 1884 - Sydney, 15 de maig de 1957) va ser un jugador i entrenador de rugbi a 15 i rugbi a 13 australià que va competir amb la selecció d'Austràlia a començaments del segle xx.
El 1908 va ser seleccionat per jugar amb la selecció d'Austràlia de rugbi a 15 que va prendre part en els Jocs Olímpics de Londres, on guanyà la medalla d'or.